# Doug Sharp
Doug Sharp (Marion, 27 novembre 1969) è un ex bobbista statunitense.

## Biografia
Studiò alla Purdue University. Ai XIX Giochi olimpici invernali (edizione disputatasi nel 2002 a Salt Lake City, Stati Uniti d'America) vinse la medaglia di bronzo nel Bob a 4 con i connazionali Brian Shimer, Dan Steele e Mike Kohn partecipando per la nazionale statunitense, vennero superati dall'altra nazionale statunitense e da quella tedesca a cui andò la medaglia d'oro.
Il tempo totalizzato fu di 3:07,86, con un breve distacco dalle altre medagliate, 3:07,81 e 3:07,51 i loro tempi.